# Edward Heath
Sir Edward Richard George Heath, KG MBE (Broadstairs, 9 de julho de 1916 — Salisbury, 17 de julho de 2005), foi um político britânico, foi líder do Partido Conservador de 1965 a 1975 e primeiro-ministro do Reino Unido, de 1970 a 1974.
Heath era um velejador de classe mundial e um músico de quase padrão profissional. Ele também foi um dos quatro primeiros-ministros britânicos a nunca se casarem.

## Biografia
Filho de pais pobres, conseguiu terminar sua graduação em Balliol College, Oxford, sendo formado em política. Devido as suas habilidades musicais com o órgão e encorajado pela mãe, começou a aprender piano muito cedo e apaixonou-se pela música para o resto da vida. Enquanto primeiro-ministro e líder da oposição, Heath conduziu orquestras sinfônicas, escrevendo em 1976 o livro "Música, um amor para a vida", que foi um êxito de vendas e foi eleito membro honorífico da Orquestra Sinfônica de Londres.
Quando na universidade, se tornou ativo na política conservadora, com um interesse particular em casos estrangeiros e geralmente com um discurso um tanto mais à esquerda do que aquele do governo Conservador de então.
Durante a Segunda Guerra Mundial, serviu na artilharia do exército britânico em Liverpool (que sofreu um bombardeio alemão pesado em maio de 1941), de onde saiu com a patente de Tenente-Coronel. Durante uma inspeção do Exército, quando era primeiro-ministro, fez questão de usar seu uniforme e suas patentes.
Era um entusiasta da União Europeia, entretanto, falharam as negociações em que ele participou como representante do Reino Unido, da inserção na Comunidade Europeia, em 1960.

### Política
Foi parlamentar da Câmara dos Comuns pelo distrito londrino de Bexley durante mais de 50 anos, tendo sido eleito 14 vezes consecutivas para o cargo. Decidiu retirar-se nas eleições de julho de 2001 por vontade própria. Foi eleito deputado pela primeira vez em 1950.
A sua maior conquista nos quatro anos como primeiro-ministro foi ter negociado, em 1973, a entrada da Grã-Bretanha na comunidade europeia. Europeísta convicto, o dirigente conservador viu assim concretizado o sonho de ver o Reino Unido entrar no mercado comum europeu enquanto dirigia o Governo britânico.
Seu maior desafio foi enfrentar o descontentamento da Irlanda do Norte, que queria uma maior autonomia, por conta das diferenças religiosas com o restante do reino, e os ataques terroristas do IRA. Foi durante o seu mandato que ocorreu o Domingo Sangrento de 1972.
Depois do mandato como primeiro-ministro, Edward Heath voltou a ser líder da oposição, até que foi afastado em 1975 da frente do Partido Conservador por Margaret Thatcher, a quem sempre dirigiu duras críticas e nunca aceitou um cargo no seu gabinete.